# Даутбал
Даутбал, още Дау̀т Бал или Даудбал (на гръцки: Ωραιόκαστρο, Ореокастро, катаревуса Ωραιόκαστρον, Ореокастрон, до 1926 Δαούτ Μπαλή, Даут Бали), е град в Егейска Македония, Гърция, център на дем Даутбал в област Централна Македония с 11 896 жители (2001).

## География
Градчето е разположено в Солунското поле на 10 километра северно от град Солун, в южното подножие на планината Балджа. Към Даутбал е присъединено бившето село Акбунар (Аспровриси), разположено в северната част на града.

## История

### В Османската империя
В края на XIX век Даутбал е чисто българско село в Солунска кааза на Османската империя, Вардарска нахия. Първоначално е село, но по-късно е превърнато в чифлик. Принадлежи към муката на пазачите на ливади и коневъдците, като жителите се занимават със земеделие и скотовъдство. Църквата „Свети Атанасий“ в Палеокастро е от XIX век. Александър Синве („Les Grecs de l’Empire Ottoman. Etude Statistique et Ethnographique“), който се основава на гръцки данни, в 1878 година пише, че в Дауд Бали (Daud Bali) живеят 180 гърци. В „Етнография на вилаетите Адрианопол, Монастир и Салоника“, издадена в Константинопол в 1878 година и отразяваща статистиката на населението от 1873 година, Дуд Бал (Doud-Bal) е показано като село с 30 домакинства и 142 жители българи. В 1900 година според Васил Кънчов („Македония. Етнография и статистика“) в Даутъ Балъ живеят 250 българи християни. Населението е разделено в конфесионално отношение. По данни на секретаря на Българската екзархия Димитър Мишев („La Macédoine et sa Population Chrétienne“) в 1905 година в Даудбал (Daudbal) има 104 жители българи екзархисти и 176 българи патриаршисти гъркомани. В Даутбал функционират българско и гръцко училище.
След Младотурската революция в 1909 година жителите на селото изпращат следната телеграма до Отоманския парламент:
| „ | Молим ви от името на 18 бълг. екзархийски семейства да ни се придаде припадающата част от селското училище и черкуването ни да става подред в селската ни черква, която е направена с парите на цялото село, и която е предадена от страна на правителството само на 17 семейства патриаршисти. От името на българското население в с. Даудбал. | “ |

В 1905 година според гръцки данни в селото има 246 гърци, някои от които славофони.
Според доклад на Димитриос Сарос от 1906 година Даут Бали (Δαούτ Μπαλή) е славяногласно село в Солунската митрополия с 236 жители, от които с гръцко съзнание 186 и с българско 50. В селото работят смесено гръцко начално училище с 22 ученици (18 мъже и 4 жени) и 1 учител, както и българско училище със 7 ученици и 1 учител.

### В Гърция
През Балканската война селото е окупирано от гръцки части и остава в Гърция след Междусъюзническата война в 1913 година. През 20-те години в селото са заселени гърци бежанци. Според преброяването от 1928 година Даутбал е смесено бежанско село със 124 бежански семейства с 435 души.
В 1954 – 1974 година е построена църквата „Успение Богородично“. Втори енорийски храм в квартала на градчето Галини е „Въздвижение на Светия кръст“.

## Личности
Родени в Даутбал
- Димитриос Христодулу или Газозас (Δημήτριος Χριστοδούλου ή Γκαζόζας), гръцки андартски деец, агент от трети ред, пренася оръжие и припаси[16]
- Ставрос Атанасиу (Σταύρος Αθανασίου), гръцки андартски деец, агент от първи ред[16]